# Rožmberská kapela
Moderní Rožmberská kapela je název vokálně-instrumentálního hudebního souboru, který se zaměřuje na interpretaci středověké a renesanční hudby na dobové nástroje. Rožmberská kapela s odkazem na stejnojmenné historické těleso existující na jihočeských panstvích mocného rodu Rožmberků provozuje žánr a styl zvaný historická hudba.

## Historie kapely
Soubor byl založen v roce 1974 profesionálními hudebníky, kteří působí v jiných větších profesionálních hudebních tělesech. Soubor vystupuje zásadně v dobových kostýmech. Ve své tvorbě se snaží navazovat na tradici původní renesanční Rožmberské kapely z let 1552 až 1602.

## Nástrojové složení
- zobcové flétny
- krumhorny
- kamzičí rohy
- pumorty
- šalmaje
- kornamuzy
- cink
- serpent
- měchuřinová píšťala
- fiduly
- staré violy
- chrota
- cimbál
- trumšajt
- šajtholt
- harfy
- kobos
- saracenská loutna
- varhanní portativ
- regál
- niněra
- dudy
- zvonkohra
- xylofon
- bicí nástroje

Většina nástrojů pochází z dílny zakladatele souboru pana Františka Poka, zbytek jsou repliky od specializovaných výrobců.

## Personální složení
- Mario Mesany (umělecký vedoucí)
- Štěpán Kaniak
- Pavel Polášek
- Erika Reitschmiedová
- Štěpán Mesany

## Diskografie

### Gramofonové desky
- Hudba za vlády českých králů - Supraphon 1982
- Klenoty renesanční hudby - Supraphon 1989

### CD
- Klenoty renesanční hudby - Supraphon 1989
- České a moravské vánoční koledy - Faust Records 1995
- Renesanční hudba na panovnických dvorech - Supraphon 1996
- Evropská dvorská hudba - Arta records 2004
- Angelica Beltá - Arta records 2010